# Рик и Морти (5-й сезон)
Пятый сезон американского анимационного телесериала «Рик и Морти» впервые транслировался в США в рамках позднего ночного программного блока Adult Swim на телеканале Cartoon Network. Первый эпизод, «Морт ужин с Рикандре», вышел 20 июня 2021 года, последний, «Рикмурай Джек», — 5 сентября того же года.

## Актёрский состав
Основной состав
- Джастин Ройланд — Рик Санчес и Морти Смит, два главных героя сериала; Рик — эксцентричный сумасшедший учёный, а Морти — его добрый и легко огорчающийся внук[1].
- Крис Парнелл — Джерри Смит, зять Рика и отец Морти, простодушный и неуверенный в себе человек, который не одобряет влияние Рика на его семью[1].
- Спенсер Грэммер — Саммер Смит, внучка Рика и сестра Морти, обычный подросток, который беспокоится об улучшении своего статуса среди сверстников[1].
- Сара Чок — Бет Смит, дочь Рика и мать Морти, в целом уравновешенный человек, недовольный своим браком[1], и Космическая Бет (клон Бет Смит)[2].

Приглашённые звёзды
- Дэн Хармон — Птичья / Феникс личность, друг Рика, позже преобразованного Тэмми Гутерман в машину для убийств[3], и мистер Нимбус, заклятый враг Рика[4].
- Джим Гэффиган[англ.] — Хуви.
- Элисон Бри — Планетина, экологическая супер-героиня, в которую влюблён Морти. Отчасти её прототипом является Капитан Планета.
- Стив Бушеми — Эдди.
- Дженнифер Кулидж — Дафни, инопланетная подруга Рика с Морглатца.
- Мишель Бюто[англ.] — королева спермы.
- Кит Дэвид — президент.
- Кайл Муни[англ.] — Блейзен.
- Кристина Риччи — принцесса Поньета, принцесса коннибалов.
- Адам Родригес.
- Даррен Крисс — Брюс Чатбак, новый ученик в старшей школе Морти.
- Тимоти Олифант — Куп, морской пехотинец.
- Илон Маск — Бивень Маск, основатель компании Tesluk.

## Эпизоды
| № общий | № в сезоне | Название                                                                         | Режиссёр       | Автор сценария               | Дата премьеры   | Зрители США (млн) |
| --- | ---------- | -------------------------------------------------------------------------------- | -------------- | ---------------------------- | --------------- | ----------------- |
| 42 | 1          | «Морт ужин с Рикандре» «Mort Dinner Rick Andre»                                  | Джейкоб Хейр   | Джефф Лавнесс                | 20 июня 2021    | 1,30              |
| При аварийной посадке корабля Рика в океане Морти уговаривает Джессику пойти на свидание. Приземление в океане провоцирует заклятого врага Рика мистера Нимбуса, короля океана и контролёра полиции. Тем временем Бет и Джерри неубедительно хвастаются тем, что их отношения стали более сексуальными.                                                                               |            |                                                                                  |                |                              |                 |                   |
| 43 | 2          | «Мортножество» «Mortyplicity»                                                    | Лукас Грей     | Альбро Ланди                 | 27 июня 2021    | 1,16              |
| Рик, Морти, Саммер, Бет и Джерри обедают, когда их убивают инопланетные кальмары-убийцы. Выясняется, что это были всего лишь приманки. Позже ещё одна семья Смитов, которая выглядит как настоящая, оказывается приманкой. Пока другие приманки пытаются выяснить, какая семья оригинальная, настоящие Смиты, отправившиеся в приключение с Космической Бет, получают предупреждение. |            |                                                                                  |                |                              |                 |                   |
| 44 | 3          | «Неумортная приквда» «A Rickconvenient Mort»                                     | Хуан Меса-Леон | Роб Шраб                     | 4 июля 2021     | 1,00              |
| Морти влюбляется в Планетину — супергероиню в стиле Капитана Планеты. Тем временем Рик и Саммер отправляются в путешествие по трём планетам, которые вот-вот будут разрушены, и из-за этого устраивают большие сексуальные вечеринки. |            |                                                                                  |                |                              |                 |                   |
| 45 | 4          | «Спрей рикависимости» «Rickdependence Spray»                                     | Эрика Хейс     | Ник Рутерфорд                | 11 июля 2021    | 0,96              |
| Рик неосознанно использует сперму Морти для создания гигантских монстров. Как только Морти рассказывает, что сперма принадлежит ему, американские военные, артисты Лас-Вегаса и каннибалы уничтожают большинство монстров-сперматозоидов, но один из них добирается до яйцеклетки Саммер и оплодотворяет её, прежде чем та отправится в космос.                                       |            |                                                                                  |                |                              |                 |                   |
| 46 | 5          | «Амортиканские грикффити» «Amortycan Grickfitti»                                 | Кёнг Хи Лим    | Энн Лэйн                     | 18 июля 2021    | 0,78              |
| Джерри невольно причиняет боль и впоследствии доставляет удовольствие адским демонам своей неуклюжестью, чтобы вернуть им долг Рика. Тем временем Морти и Саммер пытаются произвести впечатление на нового ученика Брюса Чатбака, угоняя космический корабль и отправляясь на нём на поиски приключений.                                                                              |            |                                                                                  |                |                              |                 |                   |
| 47 | 6          | «Дед благодарения» «Rick & Morty’s Thanksploitation Spectacular»                 | Дуглас Олсен   | Джеймс Сичильяно             | 25 июля 2021    | 0,93              |
| Рик пытается добиться от президента «помилования индейки», замаскировавшись под индеек вместе с Морти, но президент, зная об этом плане, превращает в индеек себя и других военных добровольцев. ДНК президента случайно смешивается с ДНК обычной индейки, которая занимает его место в качестве человека.                                                                           |            |                                                                                  |                |                              |                 |                   |
| 48 | 7          | «Гоутрон Джеррисис Риквангелион» «Gotron Jerrysis Rickvangelion»                 | Джейкоб Хэйр   | Джон Харрис                  | 1 августа 2021  | 0,82              |
| На пути в Мир сисек Рик замечает разбившегося хорька ГоуТрона. После первого боя он решает работать с другими семьями Смитов из других реальностей над созданием ГоуГоуТронов со всеми собранными им хорьками и воровать ГоуТронов у пилотов своих вселенных. |            |                                                                                  |                |                              |                 |                   |
| 49 | 8          | «Рикчное сияние чистого разуморта» «Rickternal Friendshine of the Spotless Mort» | Эрика Хейс     | Альбро Ланди                 | 8 августа 2021  | 0,83              |
| Рик входит в сознание Птичьей личности, чтобы выяснить, почему оно не может работать нормально. |            |                                                                                  |                |                              |                 |                   |
| 50 | 9          | «Забывая Сарику Мортшалл» «Forgetting Sarick Mortshall»                          | Кёнг Хи Лим    | Шивон Томпсон                | 5 сентября 2021 | 0,91              |
| Морти случайно проливает жидкость из портала себе на руку и обнаруживает, что может говорить с Ником — другим человеком, который тоже пролил жидкость из портала на себя. Тем временем Рик объединяется с двумя воронами, чтобы показать Морти, насколько он заменяемый. |            |                                                                                  |                |                              |                 |                   |
| 51 | 10         | «Рикмурай Джек» «Rickmurai Jack»                                                 | Джейкоб Хэйр   | Джефф Лавнесс и Скотт Мардер | 5 сентября 2021 | 0,94              |
| Рик и Морти идут в Цитадель, но к ним обращаются Рики, которые ведут их к президенту Морти. Последний рассказывает, что он — Злой Морти, создавший благодаря сканированию мозга Рика новую мультивселенную. В ней Рик — самый умный человек из ныне живущих. |            |                                                                                  |                |                              |                 |                   |

## Создание и оценки
В создании пятого сезона принял участие весь основной актёрский состав: Джастин Ройланд, Крис Парнелл, Спенсер Грэммер и Сара Чок. В январе 2021 года стало известно, что создатель сериала Дэн Хармон и Кэри Уолгрен снова озвучат Птичью личность (старого друга Рика, ставшего его врагом после перепрограммирования Тэмми Гутерман) и Джессику, влюблённую в Морти на протяжении всего шоу, соответственно. Космическая Бет, популярный персонаж из финала предыдущего сезона, озвученный Чок, тоже вернулся в сезон. Приглашёнными звёздами стали Тимоти Олифант, Кристина Риччи и Элисон Бри.
Премьера пятого сезона состоялась 20 июня 2021 года. 13 июля 2021 года седьмой эпизод по ошибке был выпущен онлайн в Канаде, но его вскоре удалили (на Amazon Prime Video он вышел 1 августа).
На сайте-агрегаторе отзывов Rotten Tomatoes пятый сезон получил рейтинг 95 % со средней оценкой 8,1 из 10. Брэндон Катц из Observer заявил, что теперь «„Рик и Морти“ настаивает не только на инверсии научно-фантастических троп, умных риффах в поп-культуре и примитивном веселье. Он продолжает вызывать у нас интерес, как это делают немногие шоу, потому что знает, что мы все способны на великие и ужасные вещи». Дэвид Опи из Digital Spy заявил, что сериал «такой же изобретательный, как обычно», и что в нём «появляется больше возможностей для развития персонажей».